# Cyrtandra pendula
Cyrtandra pendula är en tvåhjärtbladig växtart som beskrevs av Carl Ludwig von Blume. Cyrtandra pendula ingår i släktet Cyrtandra och familjen Gesneriaceae. Inga underarter finns listade i Catalogue of Life.